# الموسيقى في روما القديمة

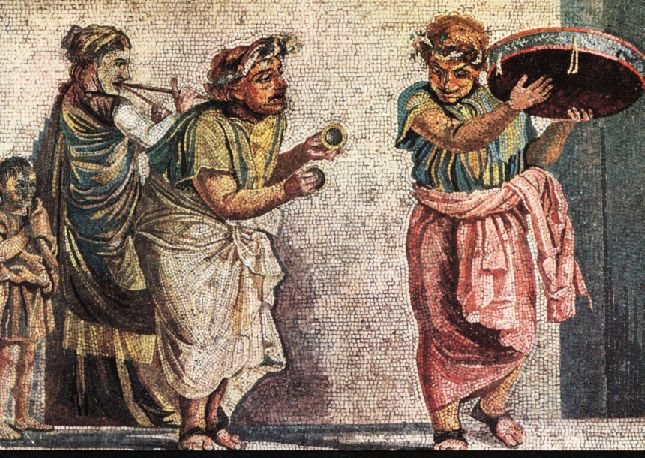
Trio of musicians playing an aulos, cymbala, and tympanum (mosaic from بومبي)

الموسيقى في روما القديمة، هي جزء من الثقافة الرومانية منذ العصور المبكرة.. كانت الموسيقى من الطقوس العرفية في الجنازات، والتيتبية (Greek aulos)، آلة موسيقية خشبية، كانت تعزف أثناء تقديم الأضاحي لدرء الشرور  أغنية (كارمن) ، كانت جزء لا يتجزأ من كل المناسبات اجتماعية تقريباً.قصيدة اوراس، على سبيل المثال، كانت مخصصة لأغسطس وكان يؤديها كورس من الأطفال في الألعاب الجماعية في القرن 17 ق.م. تحت تأثير النظرية اليونانية القديمة، كان يعتقد أن الموسيقي انعكاساً لانتظام الكون، وكانت مرتبطة بصفة خاصة بالرياضيات والمعرفة.

## مقدمة
كان تطور الموسيقى والرقص ورقيهما هما اللذين جعلا هذا الفوز مستطاعاً. فقد كان ينظر إلى الرقص في عهد الجمهورية على أنه عمل مرذول يجلل الراقص العار. وكان سبيو الأصغر قد أرغم الدولة على أن تغلق المدارس التي تعلم الموسيقى والرقص، وكان مما قاله في هذا "أن الذي ذهب عقله هو وحده الذي يرقص وهو غير سكران". ولكن المسرحية الصامتة جعلت الرقص طرازاً حديثاً مرغوباً فيه، ثم جعلته بعدئذ شهوة قال عنها سنكا: "لا يكاد يخلو بيت واحد من مرقص يردد أصداء وقع أقدام الرجال والنساء؛ وأصبح الآن في بيوت كل ثري معلم للرقص كما فيه طاه وفيلسوف، وأضحى وجود هذا المعلم من مستلزمات هذه البيوت. وكان الرقص في صورته المألوفة في رومة يتطلب حركات منتظمة باليدين والجزء الأعلى من الجزع أكثر مما يتطلبه من حركات الأرجل والأقدام. ولم يكن النساء يتعلمن هذا الفن ويمارسنه لما يكسبهن من جاذبية فحسب، بل لأنه يكسب الجسم مرونة ورشاقة.
وكان الرومان يحبون الموسيقى حباً لا يفوقه إلا حبهم للسلطان، والمال، والنساء، والدماء. وأخذ الرومان موسيقاهم، كما أخذوا كل شيء سواها في حياتهم الثقافية، عن بلاد اليونان؛ وكان لا بد لهذه الموسيقى أن تشق طريقها وسط مقاومة المحافظين الذين لا يفرقون بين الفن والانحطاط. ذلك أن الرقباء كانوا قبل عام 115 ق. م قد حرموا العزف على أية آلة موسيقية أو النفخ فيها ما عدا الناي الإيطالي القصير، وكان سنكا الأكبر بعد قرن كامل من ذلك الوقت لا يزال يعد الموسيقى غير جديرة بالرجال؛ ولكن فارو Varro كان قبل ذلك الوقت قد خص إلهة الموسيقى De Musica بكتاب من قلمه؛ وأصبحت هذه الرسالة، هي والمصادر اليونانية التي استمدت منها، معيناً لا ينضب لمؤلفات رومانية كثيرة في النظريات الموسيقية. وما لبثت الأنغام الموسيقية الخصبة الشهوانية، والآلات اليونانية، أن تغلبت آخر الأمر على الأنغام والآلات الرومانية الساذجة السمجة، وأصبحت الموسيقى عنصراً أساسياً في تعليم النساء، وكثيراً ما كانت عنصراً هاماً في تعليم الرجال أيضاً. وما وافى عام 50 م حتى عمت جميع الطبقات، وتعلمها الذكور والإناث، فكان الرجال والنساء يقضون أياماً كاملة في الاستماع إلى الأنغام أو تأليف المقطوعات أو غنائها. وانتهى الأمر بأن أصبح الأباطرة أنفسهم من الموسيقيين، فكان هدريان الفيلسوف ونيرون المخنث ممن يزدهون بحذقهم العزف على القيثارة. وكان المقصود من قرض الشعر الغنائي أن يغني بمصاحبة الموسيقى، وقلما كانت الألحان الموسيقية توضع إلا للشعر؛ ذلك أن الموسيقى القديمة كانت خاضعة للشعر، عكس ما هي عليه اليوم إذ أنها تنزع إلى السيطرة على الألفاظ وتخضعها لها. وكانت الموسيقى الجماعية منتشرة محبوبة وكثيراً ما كانت تعزف في حفلات الزواج والألعاب والجنائز، وفي الاحتفالات الدينية. وقد تأثر هوراس أشد التأثر بأصوات الفتية والعذارى وهو يغنون Carmen Secul Are، وكان المغنون جميعهم في هذه الأغاني الجماعية يغنون نغمة واحدة وإن اختلفت مقاماتها، ويلوح أن الغناء الانفرادي لم يكن معروفاً عندهم.

## الحفلات الموسيقية
وكانت تقام من آن إلى آن حفلات موسيقية رسمية، وكان للمباريات الموسيقية شأن في بعض الألعاب العامة، بل إن الولائم المتواضعة كانت تتطلب قدراً ولو قليلاً من الموسيقى. وكان مارتيال يعد ضيفه بالاستماع إلى نافخ في الناي على الأقل. أما في حفلات تريملكيو Trimalchio فكان الطعام يرفع عن المائدة على أصوات المغنين. وكان لكلجيولا فرقة موسيقية وجوقة من المغنين تطربه في قارب نزهته. وفي التمثيل الصامت كان الغناء الجماعي والرقص يصحبان عزف الفرقة الموسيقية. وكان الممثل في بعض الأحيان يغني أدواره الانفرادية، وكان يحدث أحياناً أن يغن مغن محترف ألقاط الدور بينما كان الممثل يقوم بالحركات التمثيلية أو الرقص. ولم يكن من الأمور الشاذة النادرة أن يصحب التمثيل الصامت ثلاثة آلاف راقص (100). وكان قوام الفرقة الموسيقية النايات تساعدها القيثارات، والصنج، والمزامير، والأبواق، والاسكابلا Scabella وهي ألواح معدنية تشد إلى أقدام بعض أفراد الفرقة يضربونها بها فتحدث أصواتاً أشد إزعاجاً من أصوات الفرق الموسيقية الحديثة في أعلى قوتها. ويشير سنكا إلى الإيقاع في عزف الأفراد (101)، ولكنا لا نجد ما يدل على وجوده عند الفرق الموسيقية القديمة. وكانت الموسيقى التي تصحب الغناء تعلو عنه في النغمة عادة ولكن مبلغ علمنا أنها لم تكن تسير على نظام متدرج متتابع واضح.

## العازفون
وكان مهرة الموسيقيين كثيرين، وكذلك كان غير الماهرين، فقد كان ذوو المواهب يهرعون إلى مركز الذهب في العالم من جميع الولايات، وكان نظام الاسترقاق يسمح بتدريب فرق المغنين والعازفين في نطاق واسع وإن كان كثير النفقات. وكان للكثير من الجماعات والهيئات الفنية موسيقيون تختص بهم، وكانت ترسل من تتوسم فيهم النبوغ منهم إلى مهرة الأساتذة لرفع مستواهم، فمنهم من تخصصوا في العزف على القيثارة وأقاموا الحفلات يغنون فيها ويعزفون؛ ومنهم من تخصصوا في الغناء وكان هؤلاء في العادة يؤلفون أغانيهم، وآخرون منهم كانوا يقيمون الحفلات يعزفون فيها على الأرغن وينفخون في الناي، ومن هؤلاء كانوس Cannus الذي كان يفخر كما يفخر بيتهوفن بأن موسيقاه تستطيع تخفيف الحزن وزيادة الفرح، وتعين على التقي وتلهب نار الحب في الصدور (102). وكان هؤلاء الموسيقيون المحترفون يطوفون الولايات النائية في الإمبراطورية، يكسبون المال والثناء وتقام لهم التماثيل ويفتتن بهم النساء، ومنهم على حد قول جوفنال، من كانوا يبيعون حبهم ليزيدوا بذلك أجورهم (102). وكانت النساء يتنافسن في الحصول على الريشة التي يمس بها مشهورو الموسيقيين أوتار آلاتهم، ويقربن القرابين على المذابح ليفوز من يحببن من الموسيقيين في الألعاب النيرونية والكبتولية. وفي وسعنا أن نرسم في الخيال صورة وإن تكن غير واضحة للمنظر الرائع الذي يجمع الموسيقيين والشعراء من جميع أنحاء الإمبراطورية، وهم يتبارون أما الجموع المحتشدة، والذي يتقدم فيه الفائزون المجهدون ليضع الأباطرة بأيديهم أكاليل أوراق البلوط على رؤوسهم.

## الأغاني
ولسنا نعرف عن الموسيقى الرومانية ما يكفي لبسط القول في وصفها. ويلوح أنها كانت أرقى، وأكمل، وأكثر عجيجاً من الموسيقى اليونانية. وقد دخلت عليها من صبغة شرقية من مصر وآسية الصغرى وسوريا. وكان المتقدمون في السن من الرومان يأسفون لأن المؤلفين المحدثين أخذوا يهجرون ما يمتاز به النمط القديم من تمنع ووقار، وأنهم كانوا يتلفون أرواح الشباب وأعصابهم بالأنغام الشاذة والآلات الصاخبة. والذي لا جدال فيه أنه ما من شعب قديم أحب الموسيقى كما أحبها الرومان. فقد كانت أغاني المسرح تتلقفها الجماهير المرحة السريعة الحركة فتردد أصداءها في شوارع رومة ونوافذ بيوتها، وكانت أغاني التمثيل الصامت المعقدة تنطبع في ذاكرة المعجبين بها انطباعاً بلغ من قوته أن كان في مقدورهم إذا سمعوا أولى نغماتها أن يقولوا لك من أية مسرحية هي، ومن أي فصل في المسرحية. على أن رومة لم تفد الموسيقى فائدة حقة اللهم إلا ما عسى أن تكون قد فعلته من تنظيم اللاعبين إلى فرق كبيرة تنظيماً أحسن مما كان عند من سبقهم من الأمم. ولكنها كرمت الموسيقى بإشاعة استخدامها، وبالاستجابة إليها والتأثر بها، يضاف إلى هذا أنها جمعت التراث الموسيقي للعالم القديم في هياكلها، ودور تمثيلها، وبيوتها؛ ولما أن سقطت أورثت الكنيسة الآلات والعناصر المستخدمة في الموسيقى التي تتأثر بها نفوسنا وتحرك مشاعرنا في هذه الأيام.

## النوتة الموسيقية

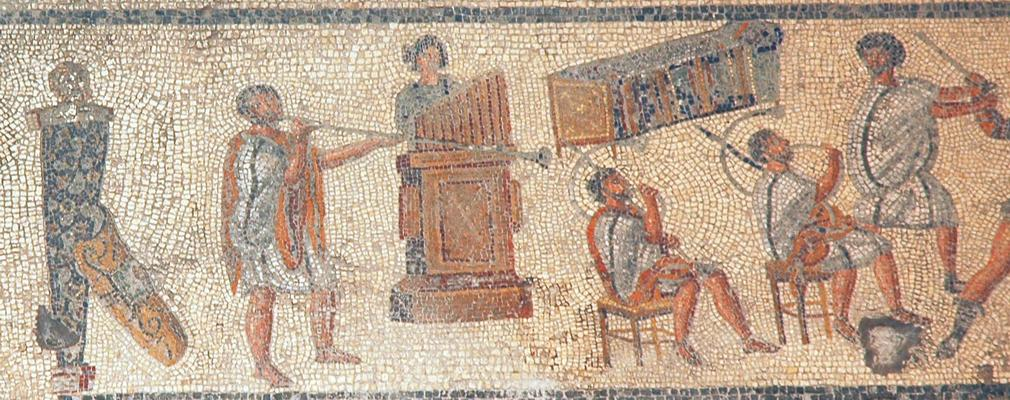
Musicians in a detail from the Zliten mosaic (2nd century AD), originally shown as accompanying غلادياتر combat and wild-animal events in the arena: from left, the tuba, hydraulis (water pipe organ), and two cornua

## الآلات الموسيقية

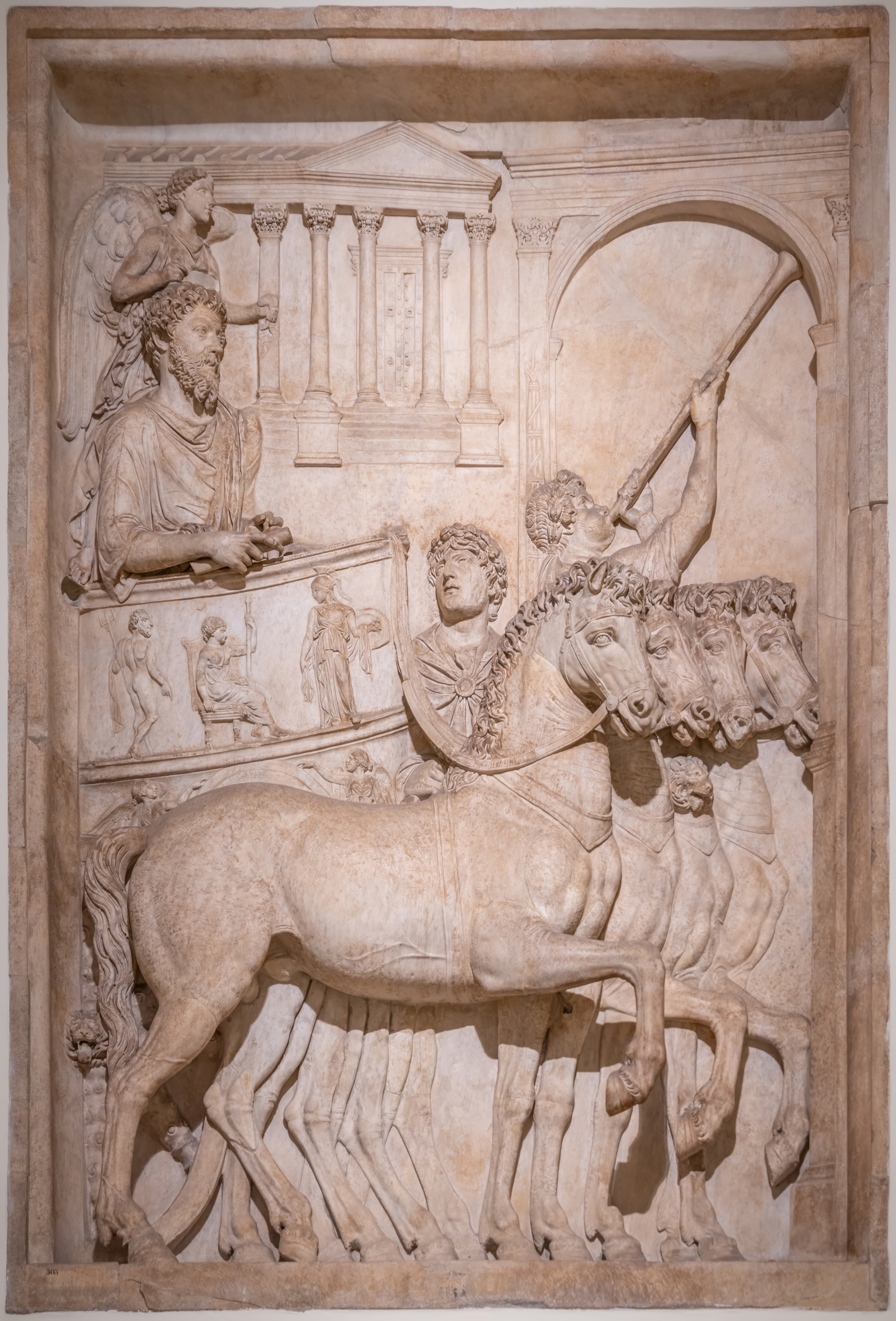
Tuba player (upper right) in a نقش بارز depicting ماركوس أوريليوس in احتفال نصر روماني

وكانت الآلتان الرئيسيتان عندهم هما الناي والقيثارة، ولا تزال آلات النفخ والآلات الوترية عندنا مجرد تحوير وتعديل لهاتين الآلتين، فأقوى السمفونيات عندنا ليست إلا تأليفاً حكيماً بين النفخ والجذب، والحك، والضرب. وكان الناي يصحب التمثيل، وكان يظن أنه يثير العواطف؛ أما القيثارة فكانت تصحب الغناء، وكان يرجى منها أن تسمو بالروح. وكان الناي طويلاً، ذا ثقوب كثيرة، وأوسع مدى في التعبير من ناي هذه الأيام. أما القيثارة فكانت أشبه بقيثارتنا ولكنها كانت على أنواع وأشكال كثيرة، فكانت عند اليونان ذات حجم صغير ولكن الرومان زادوه إلى حد جعل أميانوس يصف القيثارة بأنها «كبيرة كالعربة» ويمكن القول بوجه عام إن الآلات الموسيقية الرومانية نشأت كما نشأت آلاتنا نحن مما أدخل من تحسين على الآلات القديمة وخاصة على رنينها وحجمها. وكانت أوتار القيثارة تصنع من أمعاء الحيوان أو أوتار أجسامها، وقد بلغ عددها ثمانية عشر وتراً. وكانت تشد عند العزف عليها بمضراب (ريشة) أو بالأصابع، وكانت الأصابع وحدها هي التي تستطيع إخراج سلسلة الأنغام السريعة. وجاء من الإسكندرية في أوائل القرن الأول الأرغن المائي المتعدد النغمات والأنابيب، وقد وقع في قلب نيرون وتأثر كونتليان الهادئ بقوته وتعدد نغماته.

### آلات النفخ

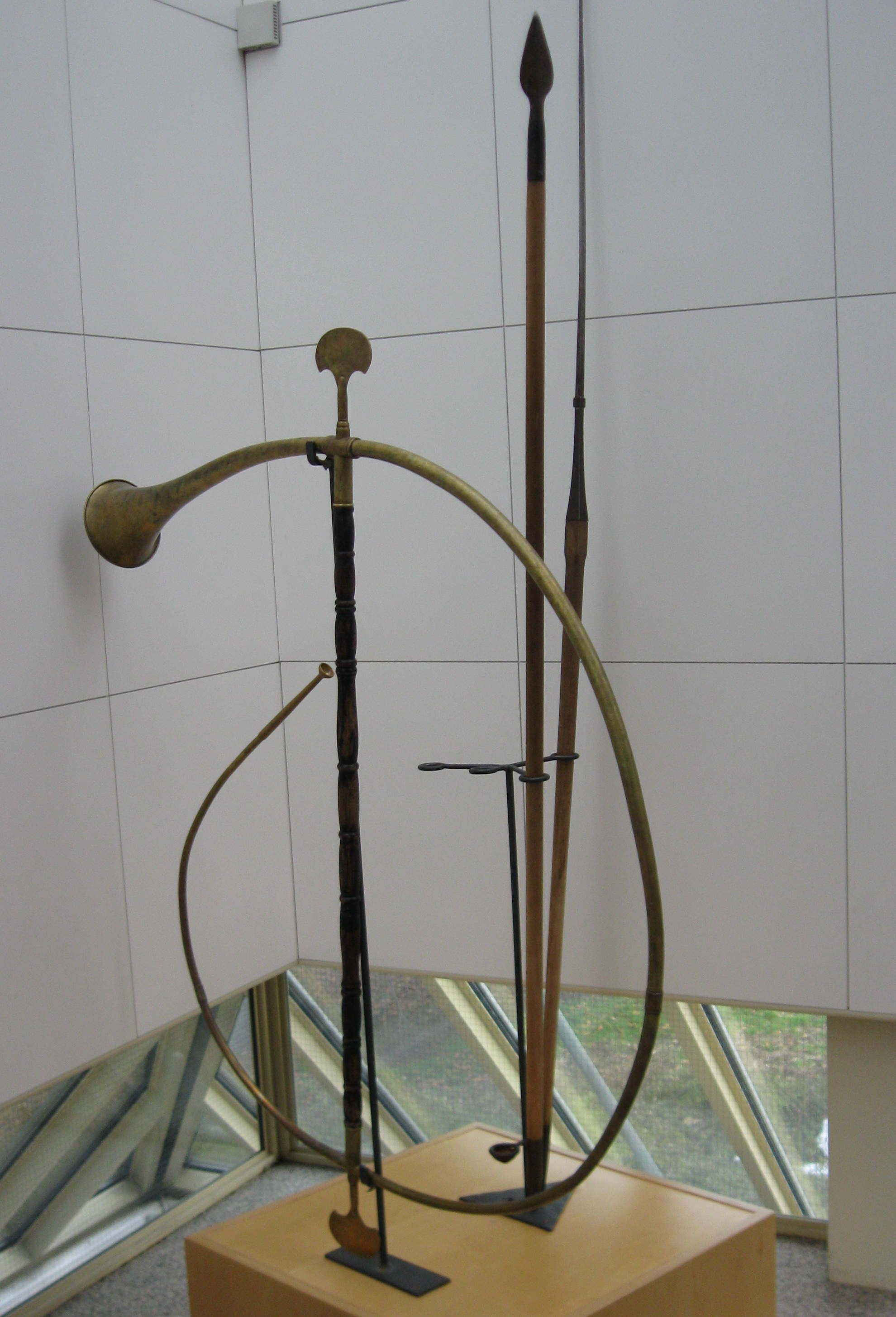
Cornu at the Limesmuseum in آلن, Germany
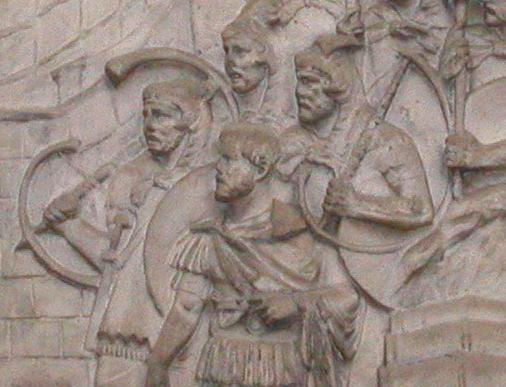
Cornicines on عمود تراجان (2nd century)
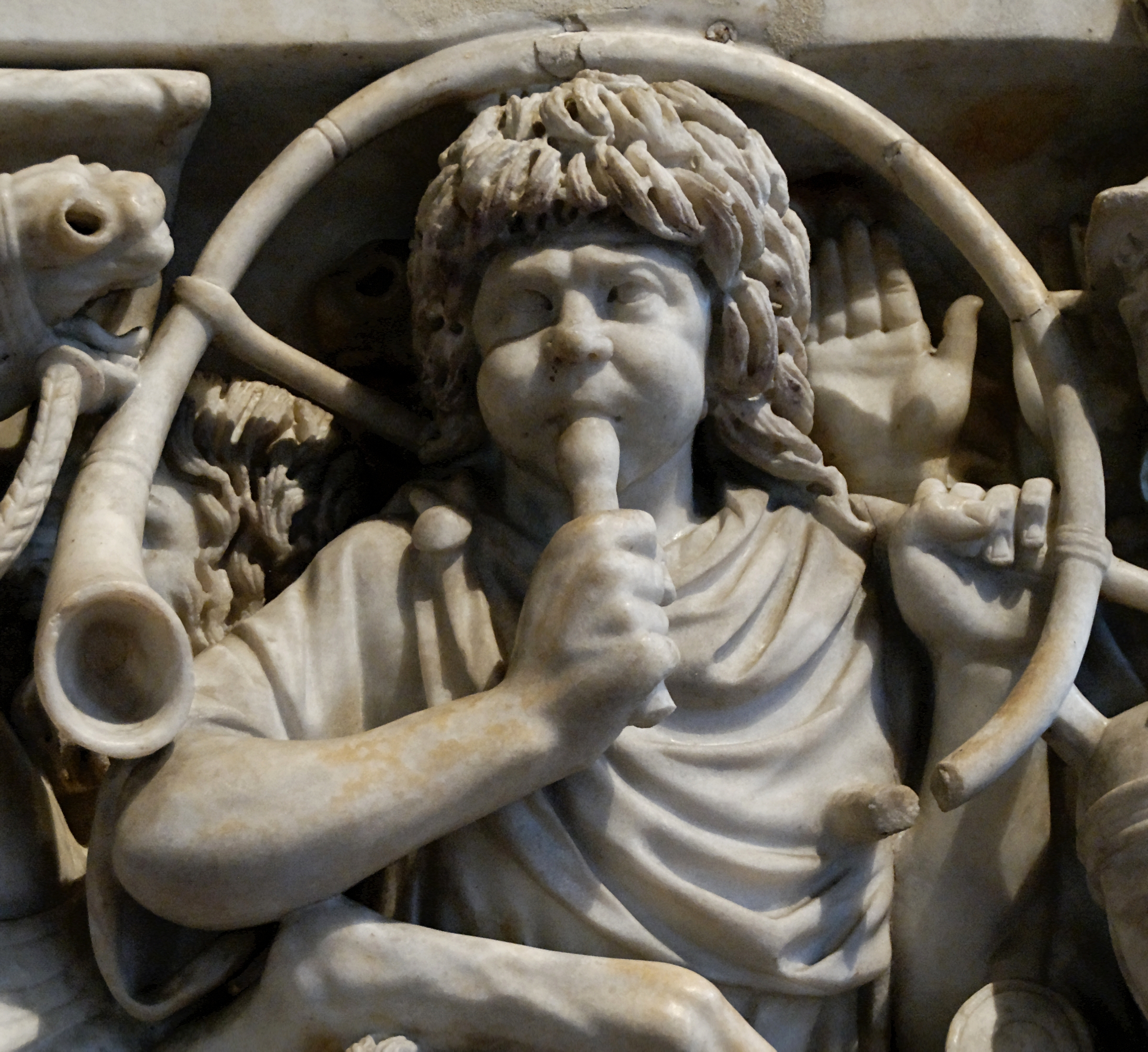
Horn player on the Ludovisi sarcophagus (3rd century)
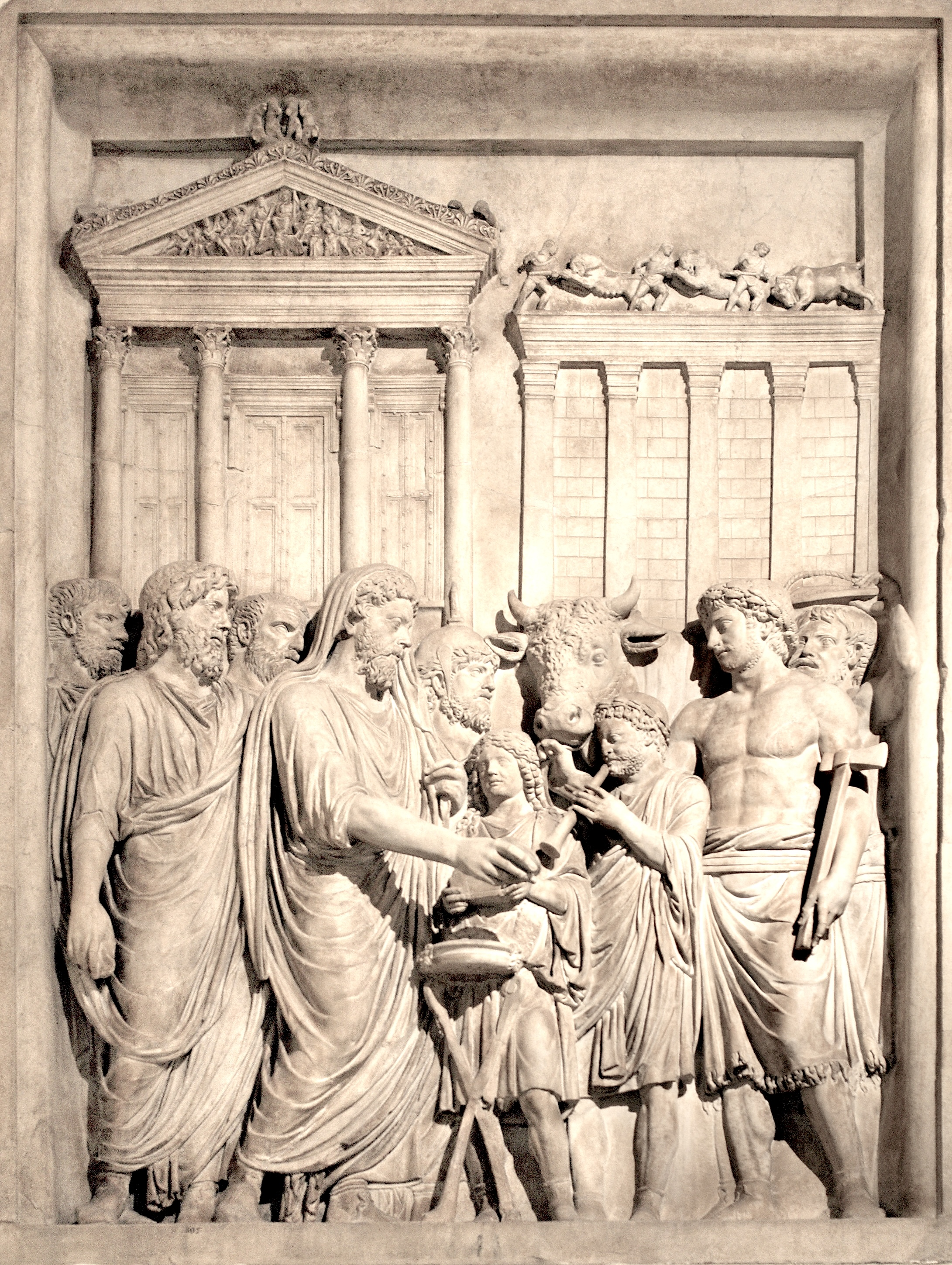
Tibia player accompanying a sacrifice led by ماركوس أوريليوس
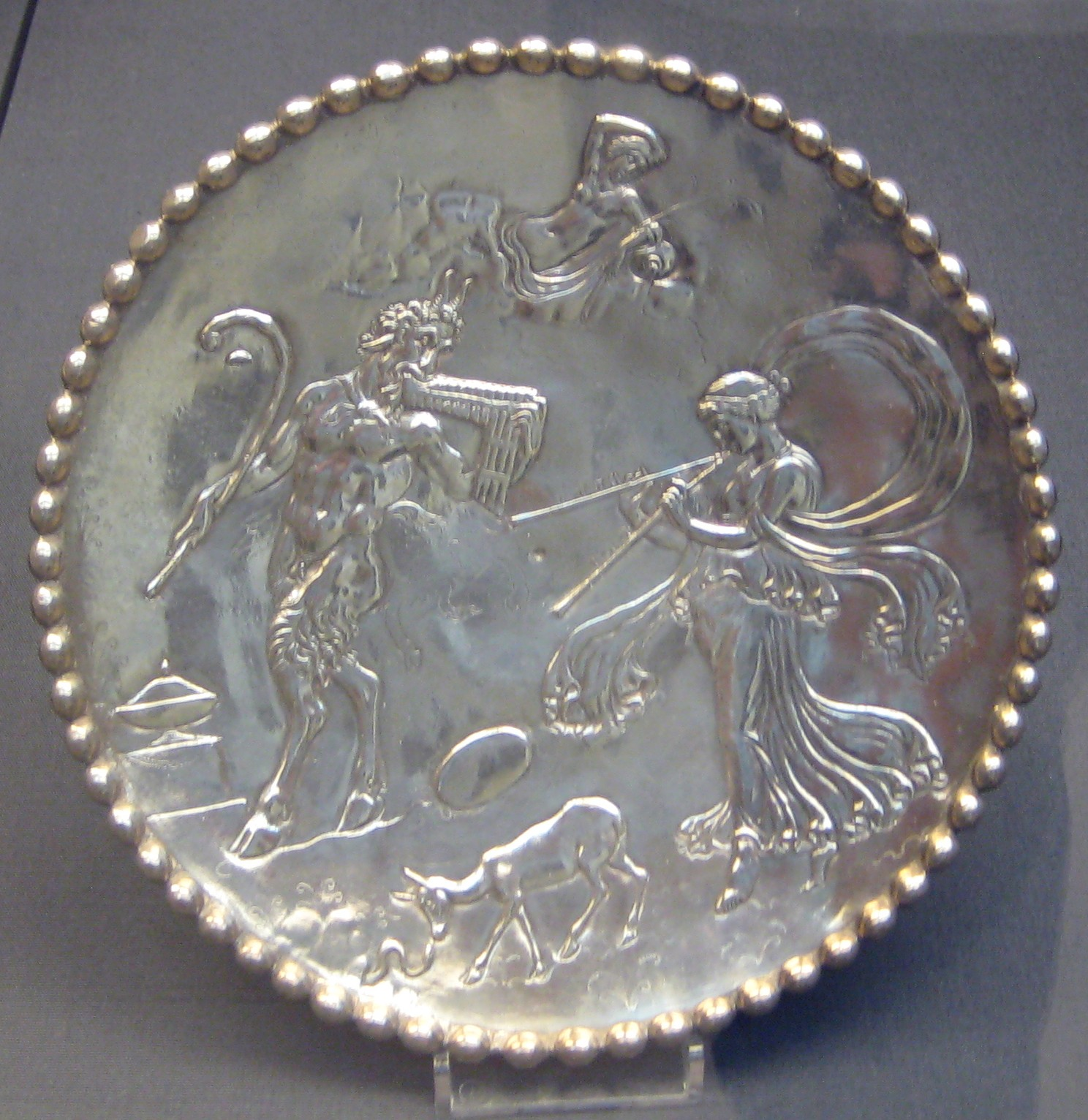
Panpipes played by Pan and aulos by a maenad (Mildenhall Treasure, 4th century)

### الآلات الوترية

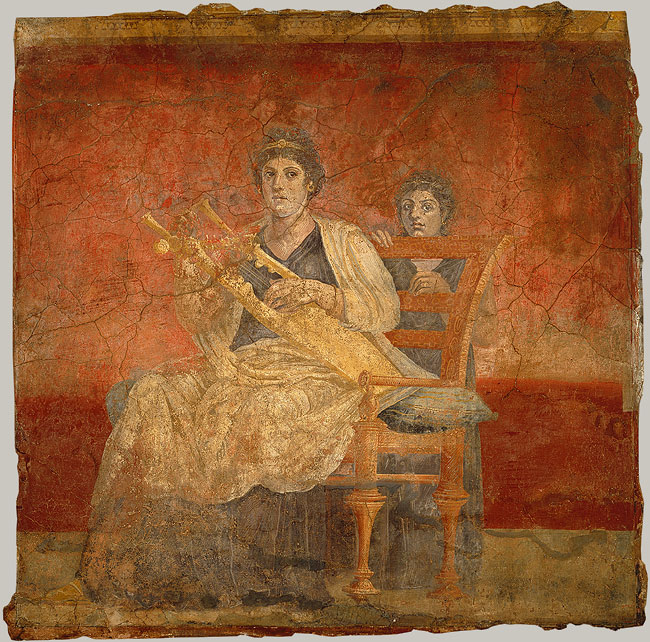
إمرأة تعزف على القيثارة

### الأرغن

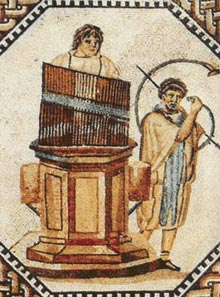
Hydraulis and cornu on a mosaic from Nennig, ألمانيا

### الإيقاع

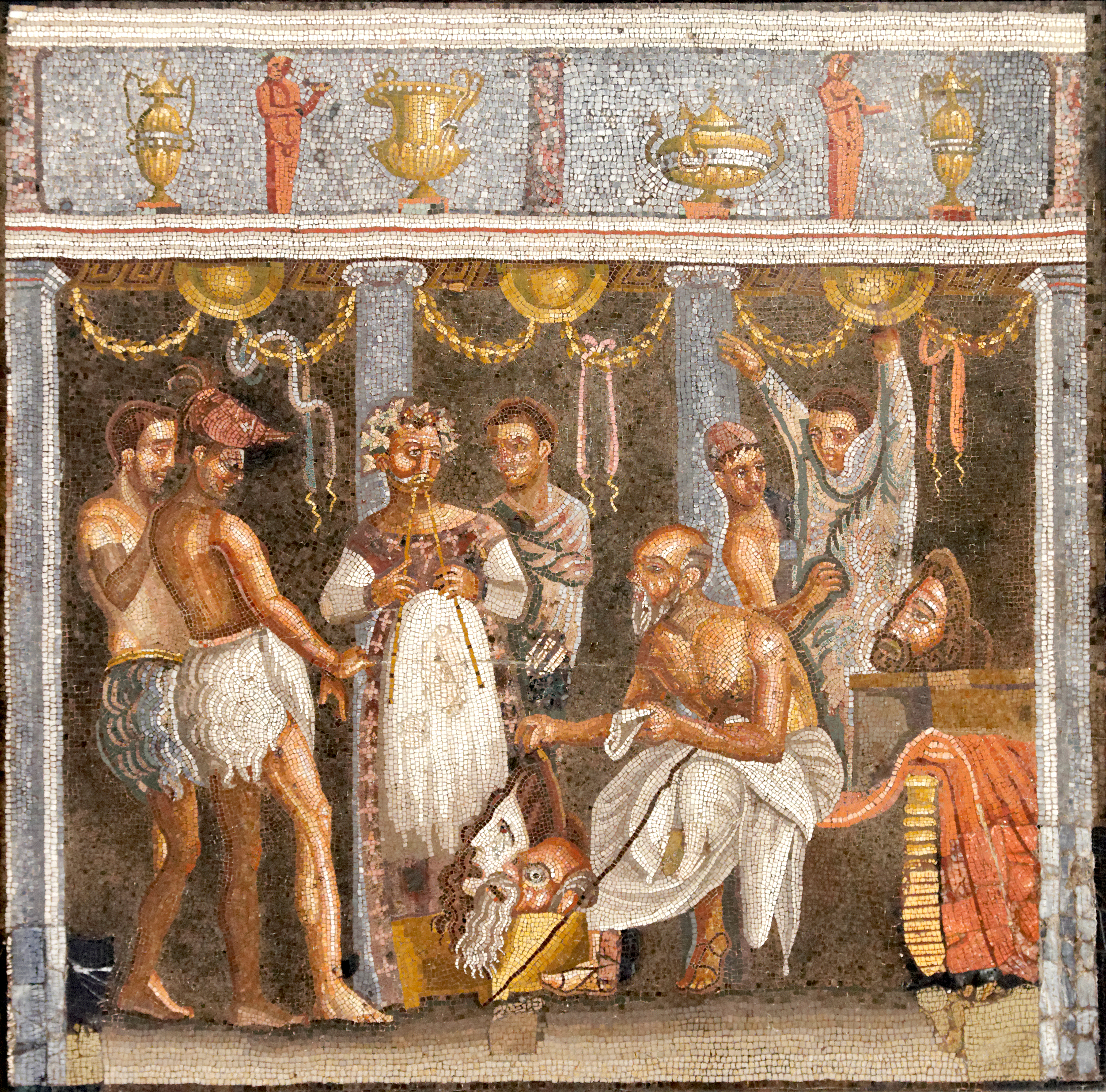
Masked theatrical troupe around an aulos player (mosaic from the House of the Tragic Poet, بومبي)

## تسجيلات
- Synaulia, Music of Ancient Rome, Vol. I – آلة هوائية - Amiata Records ARNR 1396, Florence, 1996.
- Synaulia, Music of Ancient Rome, Vol. II – آلة وترية - Amiata Records, ARNR 0302, Rome, 2002.
- Thaleia, Carmina Canere Music of Ancient Rome, Vol. I –Tarragona - Spain 2012.

## الهوامش
1. ↑  قالب:قصة الحضارة

1. ^Naerebout, p. 146.
2. ^Ginsberg-Klar, pp. 313, 316.
3. ^Habinek, passim.
4. ^Habinek, pp. 90ff.[بحاجة لرقم الصفحة]
5. ^Scott, p. 404.
6. ^Frankin, p. 95; Starks, pp. 14ff.[بحاجة لرقم الصفحة]
7. ^Ulrich and Pisk, [بحاجة لرقم الصفحة].
8. ^Pierce, p. 45.
9. ^Ginsberg-Klar, p. 313.
10. ^Ulrich and Pisk, p. 25.
11. ^Bonanni, plate 2.
12. ^Ginsberg-Klar, p. 314.
13. ^Bonanni, plate 3.
14. ^Bonanni, plate 48.
15. ^Ginsberg-Klar, p. 316.
16. ^Williams, [بحاجة لرقم الصفحة].
17. ^Cook.
18. ^Scott, p. 413.
19. ^Walter, p. 23.

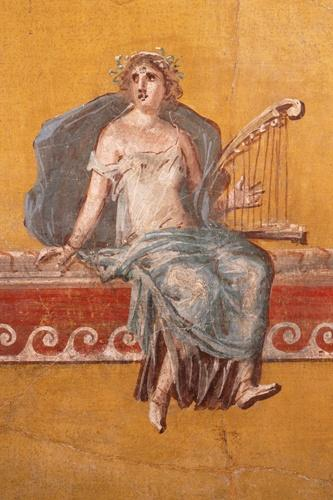
رسمي على الحائظ من القرن الأول الميلادي لعازف هارب.

20. ^Suetonius, cited in Scott, p. 418.
21. ^Marcuse, pp. 137, 304.
22. ^Scott, [بحاجة لرقم الصفحة].

## قراءات إضافية
- Benzing, G. M. 2009. "'Se vuoi far soldi, studia la cetra': musica e luxus nell’antica Roma". In Luxus: Il piacere della vita nella Roma imperiale: [Torino, Museo di antichita, 26 settembre 2009 - 31 gennaio 2010], edited by Elena Fontanella, [بحاجة لرقم الصفحة] Rome: Istituto Poligrafico e Zecca dello Stato. ISBN 978-88-240-1163-1.
- Comotti, Giovanni. 1989. Music in Greek and Roman Culture, translated by Rosaria V. Munson. Ancient Society and History. Baltimore: The Johns Hopkins University Press. ISBN 0-8018-3364-7 (cloth); ISBN 0-8018-4231-X (pbk).
- Hagel, Stefan, and Christine Harrauer (eds.) (2005). Ancient Greek Music in Performance: Symposion Wien 29. Sept.–1. Okt. 2003. Vienna: Verlag der Österreichischen Akademie der Wissenschaften. ISBN 3-7001-3475-4.
- Landels, J. G. 1999. Music in Ancient Greece & Rome. London and New York: Routledge.
- West, M[artin] L[itchfield]. 1992. Ancient Greek Music. Oxford: Clarendon Press; New York: Oxford University Press. ISBN 0-19-814897-6 (cloth) ISBN 0-19-814975-1 (pbk).
- Wille, Günther. 1967. Musica Romana: Die Bedeutung der Musik im Leben der Römer. Amsterdam: P. Schippers.

## وصلات خارجية
- Musica Romana, musicarchaeology, scientific review of ancient Roman music as well as performances, bibliography and descriptions for instruments and notations online (English and German).
- The Thesaurus Musicarum Latinarum (TML), an evolving database of the entire corpus of Latin music theory written during the Middle Ages and the Renaissance.
- Synaulia, dedicated to the reconstruction of historical musical instruments, sound theatre, dance on the basis of ethnology.
- Greek origins of Roman music
- Juvenal